# Urolophus papilio
Urolophus papilio  (лат.) — вид рода уролофов семейства короткохвостых хвостоколов отряда хвостоколообразных. Является эндемиком континентального шельфа Новой Каледонии. Встречается на глубине до 330 м. Грудные плавники этих скатов образуют ромбовидный диск, ширина которого превышает длину. Дорсальная поверхность диска окрашена в ровный желтоватый или коричневатый цвет. Между ноздрями имеется прямоугольная складка кожи. Довольно короткий хвост оканчивается листовидным хвостовым плавником, имеются латеральные складки кожи. В средней части хвостового стебля позади маленького спинного плавника расположен зазубренный шип. Максимальная зарегистрированная длина 40 см. Не является объектом целевого лова. В качестве прилова попадается при коммерческом промысле.

## Таксономия
Впервые вид был научно описан в 2003 году. Голотип представляет собой самца длиной 39,9 см, пойманного у островов Честерфилд (22°34′ ю. ш. 159°17′ в. д.) на глубине 330 м. Паратипы: самки длиной 25,6—28,4 см, самцы длиной 25,2—31,3 см и эмбрионы самков длиной 13,8—14 см, пойманные там же. Видовой эпитет происходит от слова лат. papillo — «бабочка» и обусловлен широким размахом «крыльев» этих скатов. Наиболее близкородственными видами Urolophus papilio являются Urolophus bucculentus и Urolophus flavomosaicus.

## Ареал
Urolophus papilio обитают на континентальном шельфе Новой Каледонии у островов Честерфилд. Они встречаются на глубине 330 м.

## Описание
Широкие грудные плавники этих скатов сливаются с головой и образуют ромбовидный диск, ширина которого составляет 113—121 % длины. «Крылья» закруглены, заострённое мясистое рыло образует тупой угол и выступает за края диска. Позади среднего размера глаз расположены брызгальца в виде запятых. Между ноздрями пролегает кожный лоскут с мелкобахромчатой нижней кромкой, переходящей по краям в удлинённые лопасти. Подобное строение лоскута наблюдается только у Urolophus paucimaculatus. Рот довольно крупный. 24—28 верхних и 26—31 нижних зубных рядов. На дне ротовой полости имеются 10—13 пальцеобразных отростков. На вентральной стороне диска расположено 5 пар коротких жаберных щелей. Небольшие брюшные плавники закруглены. У самцов имеются заострённые птеригоподии.
Длина короткого хвоста составляет 63—70 % от длины диска. По обе стороны хвостового стебля пролегают складки кожи.  Хвост сужается и переходит в низкий листовидный хвостовой плавник. На дорсальной поверхности хвоста в центральной части позади небольшого спинного плавника расположен зазубренный шип. Кожа лишена чешуи. Максимальная зарегистрированная длина 40 см. Окраска ровного желтоватого или зеленоватого цвета. Вентральная поверхность почти белая с широкой тёмной каймой по боковым и задним краям. Кончики спинного и хвостовых плавников тёмные, это сильнее заметно у молодых особей.

## Биология
Подобно прочим хвостоколообразным Urolophus papilio размножаются яйцеживорождением. Помёт невелик. Длина новорожденных около 14 см, дорсальную поверхность их диска покрывают тусклые светлые и тёмные отметины. Самцы достигают половой зрелости при длине 31 см. 

## Взаимодействие с человеком
Эти скаты не являются объектом целевого лов. Интенсивный промысел в ареале не ведётся. Международный союз охраны природы присвоил этому виду статус сохранности «Вызывающий наименьшие опасения». 